# Pnyxiopsis
Pnyxiopsis är ett släkte av tvåvingar som beskrevs av Risto Kalevi Tuomikoski 1960. Pnyxiopsis ingår i familjen sorgmyggor.
Kladogram enligt Catalogue of Life och Dyntaxa:
| Pnyxiopsis | \| \| Pnyxiopsis aliger \| \| \| \| \| \| Pnyxiopsis degener \| \| \| \| |
|            | \| \| Pnyxiopsis aliger \| \| \| \| \| \| Pnyxiopsis degener \| \| \| \| |
|            | Pnyxiopsis aliger                                                        |
|            |                                                                          |
|            | Pnyxiopsis degener                                                       |
|            |                                                                          |